# Tobel TG
| TG ist das Kürzel für den Kanton Thurgau in der Schweiz. Es wird verwendet, um Verwechslungen mit anderen Einträgen des Namens Tobel zu vermeiden. |

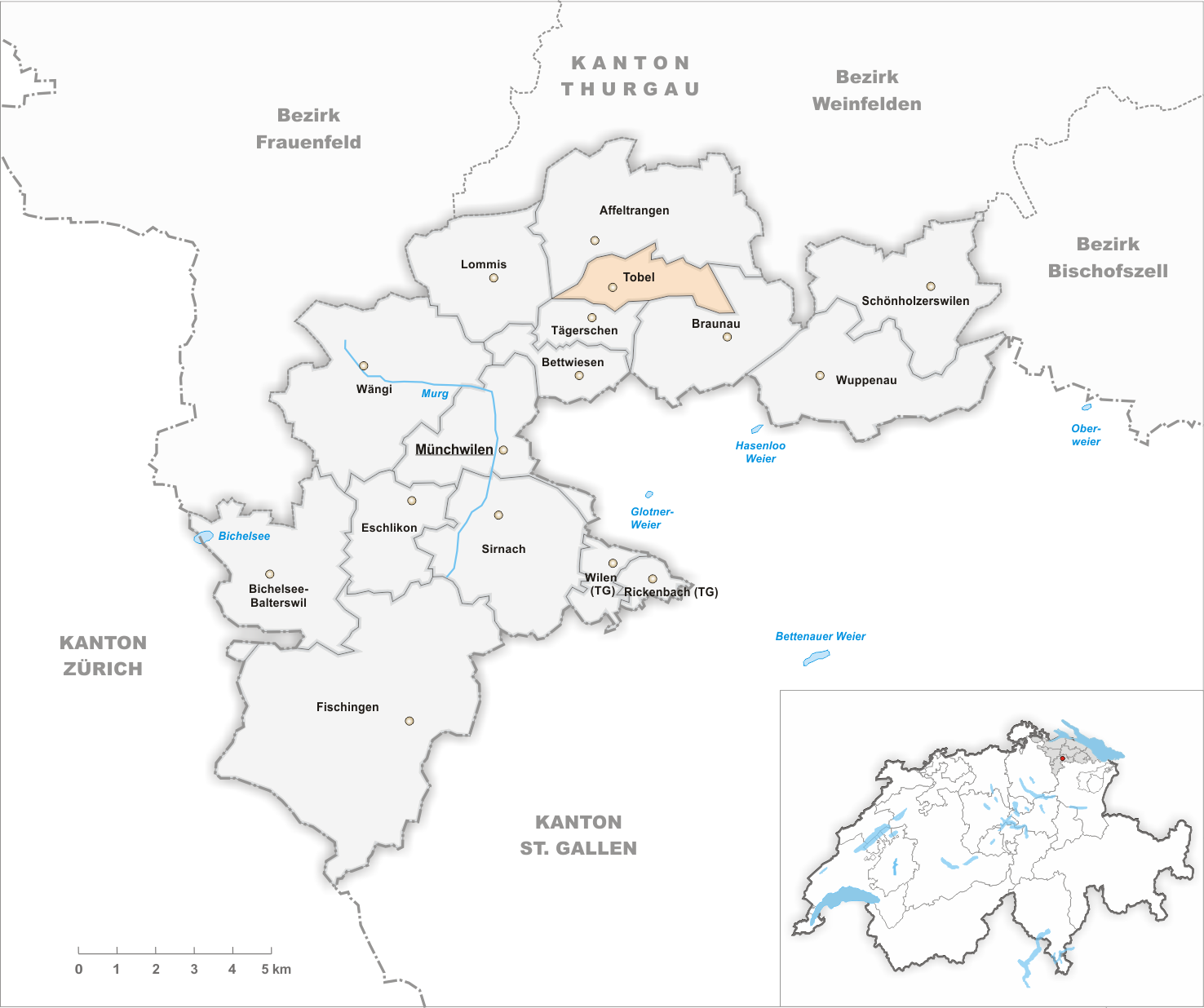
Gemeindestand vor der Fusion im Jahr 1999

Tobel ist eine Ortschaft der Gemeinde Tobel-Tägerschen im Bezirk Münchwilen des Schweizer Kantons Thurgau.
Bis 1998 war Tobel eine Ortsgemeinde und eine Munizipalgemeinde, gebildet aus den drei Ortsgemeinden Tobel, Tägerschen und Braunau. Am 1. Januar 1999 fusionierten die Ortsgemeinden Tobel und Tägerschen zur politischen Gemeinde Tobel-Tägerschen. Gleichzeitig trennte sich die Ortsgemeinde Braunau von der Munizipalgemeinde Tobel ab und bildet seither eine eigene politische Gemeinde.

## Geographie
Tobel liegt am Hartenauerbach leicht erhöht am Rand des Lauchetals an der Hauptstrasse Märstetten–Wil SG. Gemeinsam mit dem Nachbardorf hat Tobel den Bahnhof Tobel-Affeltrangen an der Bahnlinie Weinfelden–Wil.

## Geschichte
Der Ort wurde 1228 erstmals als Tobel erwähnt.

### Herrschaft Tobel

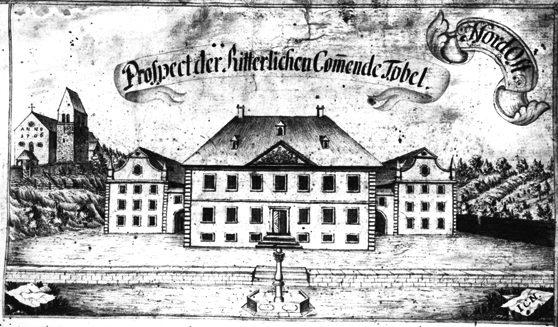
Komturei Tobel im 18. Jahrhundert

Zwischen 1226 und 1228 gründeten die Toggenburger Grafen Diethelm II. und Diethelm III. die am Jakobsweg gelegene und mit Gütern reichlich dotierte Johanniterkomturei Tobel, die als Bollwerk gegen das politisch expandierende Kloster St. Gallen entstand. An der neuen Begräbnisstätte der Toggenburger sind für 1263 ein Magister, ein Priester und zwei Brüder, für 1266 ein Konvent und für 1270 ein Komtur belegt; das früheste Kapitelsiegel stammt von 1279.
Bis zum Ende des 15. Jahrhunderts baute die Komturei durch systematischen Erwerb von Gütern, Zehnt- und Gerichtsrechten die Herrschaft Tobel auf. Diese umfasste die niederen Gerichte Tobel mit Affeltrangen, Braunau, Buch, Märwil, Tägerschen, Tobel und Zezikon sowie Herten bei Frauenfeld. 1228 erwarb die Komturei die Vogtei über Tobel, 1258 Güter in Tägerschen, 1275 bis 1286 Rechte an den Pfarrkirchen Affeltrangen und Märwil, 1348 Twing und Bann über halb Zezikon und 1380 Besitz in Herten. Hinzu kam die Expansion ins untere Lauchetal und ins Gebiet der Herren von Bussnang: 1396 erlangte sie den Kirchensatz von Wuppenau, 1401 jenen von Wängi (1402 Inkorporation), 1464 den Kirchensatz und Zehntrechte zu Bussnang sowie Zehntrechte in Ober- und Niederbussnang und die Pfründe von Schönholzerswilen. Die Herrschaft Tobel bestand bis 1798.
Nach dem Zusammenbruch des Malteserordens deutscher Zunge übernahm der Kanton Thurgau 1807 die Komturei und richtete 1811 im landwirtschaftlichen Gutsbetrieb eine Zucht- und Arbeitsanstalt für Männer und Frauen ein. 1973 wurde die kantonale Strafanstalt in der ehemaligen Komturei Tobel aufgelöst und 1992 der landwirtschaftliche Gutsbetrieb ausgesiedelt. 2006 gingen die leerstehenden Gebäude der Komturei an die neu gegründete Stiftung Komturei Tobel über.

### Pfarrei

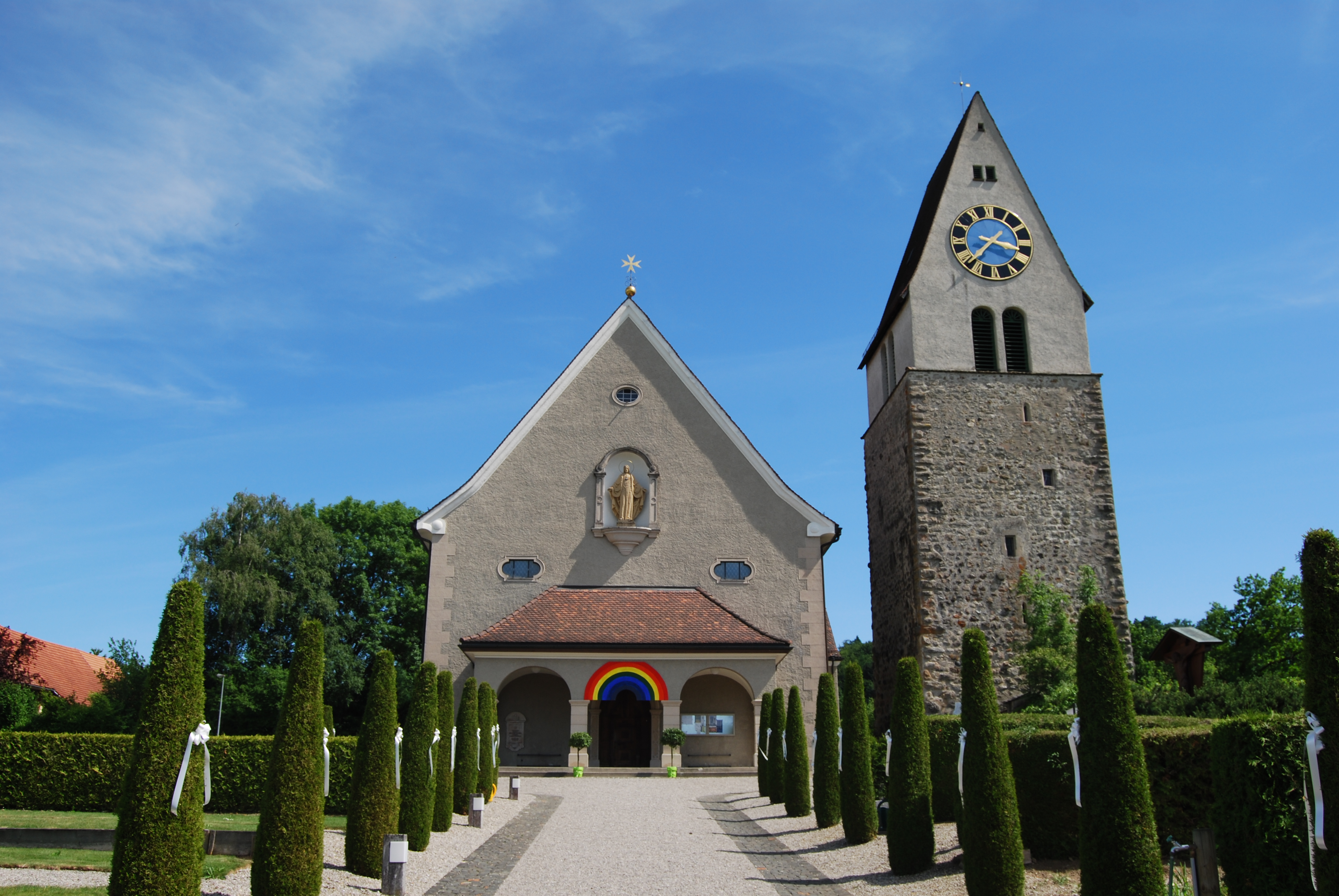
Katholische Kirche St. Johann

Kirchlich gehörte Tobel im Mittelalter zur Pfarrei Affeltrangen. Mit der Gründung der Komturei entstand in den Grenzen des Niedergerichts Tobel die neue Pfarrei Tobel, die Affeltrangen, Braunau, einen Teil von Buch bei Märwil sowie Märwil, Tägerschen, Tobel und Zezikon umfasste. Die Kirche St. Johann Baptista stand im Spätmittelalter neben der Komturei im Tal und wurde 1706 bis 1707 auf der Höhe neu errichtet.
Die ganze Pfarrei Tobel trat 1529 zum neuen Glauben über. 1532 leitete die Komturei die Rekatholisierung ein. Nach der Errichtung eines Hochaltars in der Kirche St. Johann 1535 hörte der reformierte Gottesdienst in Tobel noch vor 1560 auf. In Wuppenau wurde 1560, in Bussnang 1596 die Messe wieder eingeführt. Die reformierte Bevölkerung von Tobel war ab 1569 faktisch nach Affeltrangen kirchgenössig, obwohl dort ab 1664 auch die Messe wieder zugelassen war. 1569 wurde Märwil eine Filiale der reformierten Kirche Affeltrangen, das mehrheitlich reformierte Wängi 1602 eine Filiale von Aadorf. Auch wenn die Gegenreformation mit der Weihe der Pfarrkirche Tobel 1642 ihren Abschluss fand, gab es bis ins 18. Jahrhundert zahlreiche Spannungen zwischen den reformierten Kirchgemeinden und dem katholischen Kollator der Pfarrei Tobel.

### Wirtschaft
Die Gemeinde erhielt 1441 und 1486 eine Offnung.
Das Dorf entwickelte sich um die Komturei und war von 1798 bis 1871 Hauptort des Bezirkes Tobel.
Im 19. Jahrhundert gingen die Tobler Bauern vom Ackerbau zur Vieh- und Milchwirtschaft und zum Obstbau über. 1885 entstand eine Käserei. Im 18. Jahrhundert fasste die Kattun- und Leinwandweberei in Tobel Fuss; sie wurde nach der Mitte des 19. Jahrhunderts durch die Handstickerei abgelöst. Um 1900 kam die Schifflistickerei auf, die bis in die 1920er-Jahre mit der kleinbäuerlichen Landwirtschaft die dörfliche Erwerbsstruktur prägte. 1911 erhielt Tobel Anschluss an die Mittelthurgaubahn.
Mit dem nach 1960 einsetzenden Bevölkerungswachstum und dem Bau zahlreicher Einfamilienhäuser wurde Tobel zur ländlichen Wohngemeinde.

## Wappen
Blasonierung: In Rot mit weissem Kreuz.
Das weisse Kreuz in Rot war das Wappen der ehemaligen Komturei Tobel.

## Bevölkerung
|                   | 1850 | 1900 | 1950 | 1990 | 2000  | 2010  | 2018                  | 2023                   |
| ----------------- | ---- | ---- | ---- | ---- | ----- | ----- | --------------------- | ---------------------- |
| Munizipalgemeinde | 1298 | 1176 | 1377 | 1639 |       |       |                       |                        |
| Ortsgemeinde      | 385  | 412  | 558  | 739  |       |       |                       |                        |
| Ortschaft         |      |      |      |      | 744   | 782   | 1001(mit Aussenhöfen) | 1001 (mit Aussenhöfen) |
| Quelle            |      |      |      |      | [ 8 ] | [ 9 ] | [ 3 ]                 | [ 10 ]                 |

Die Ortschaft Tobel zählte am 31. Dezember 2023 1001 Einwohner. Davon gehörten 39 in Ober- und Unterisenegg zur Gemeinde Affeltrangen. Von den restlichen 962 Einwohnern der Ortschaft Tobel waren 193 bzw. 20,1 % ausländische Staatsbürger. 332 (34,5 %) waren römisch-katholisch und 256 (26,6 %) evangelisch-reformiert.

## Wirtschaft
Grösster Arbeitgeber im Ort ist die 1982 gegründete Santex-Group. Die Firma stellt für Textilbetriebe, die Webwaren oder technische Textilien verarbeiten, Maschinen her.

## Sehenswürdigkeiten
Tobel ist im Inventar der schützenswerten Ortsbilder der Schweiz aufgelistet. Nebst der Komturei sind folgende Gebäude aus Tobel in der Liste der Kulturgüter aufgeführt:

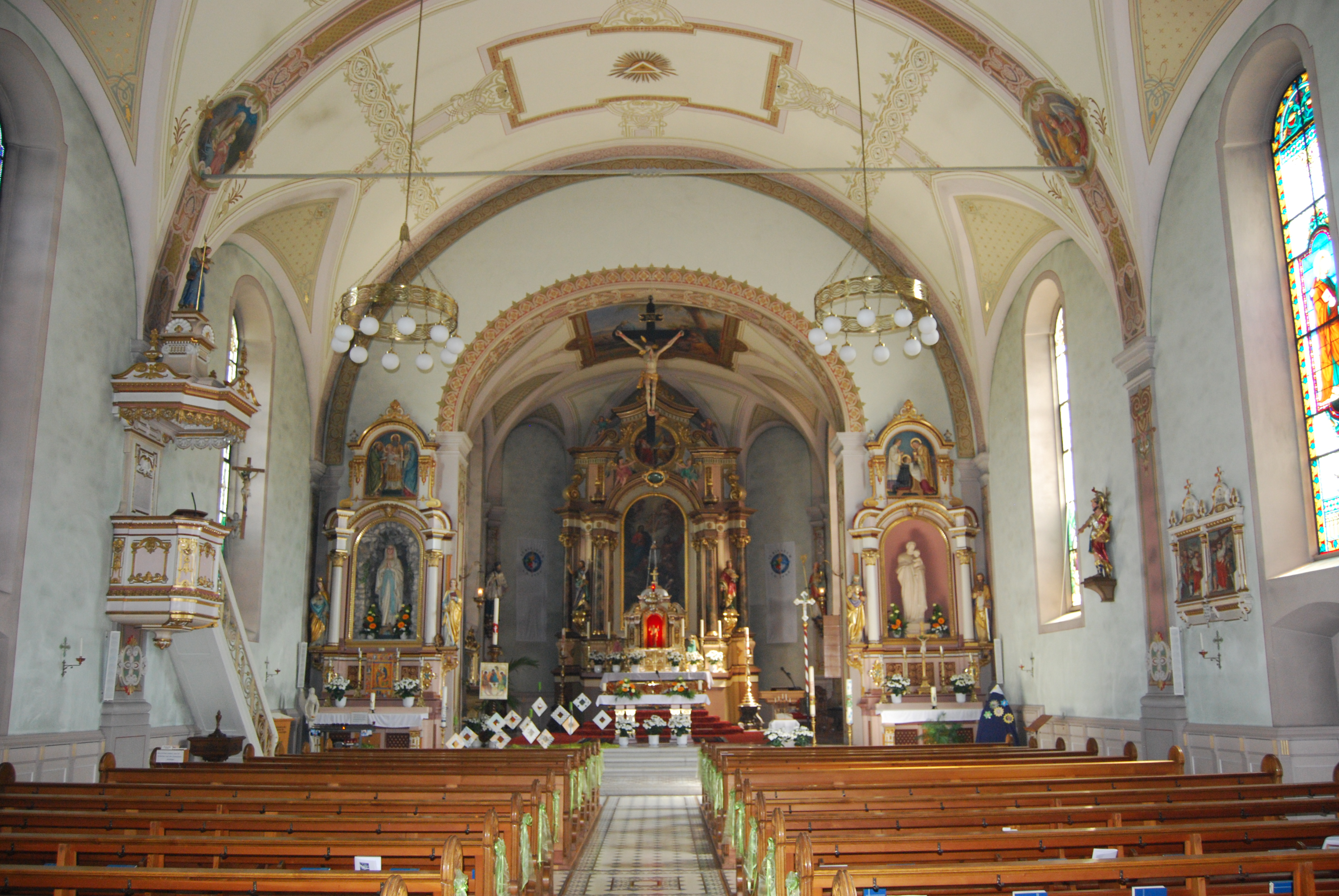
Kirche St. Johann, Innenansicht
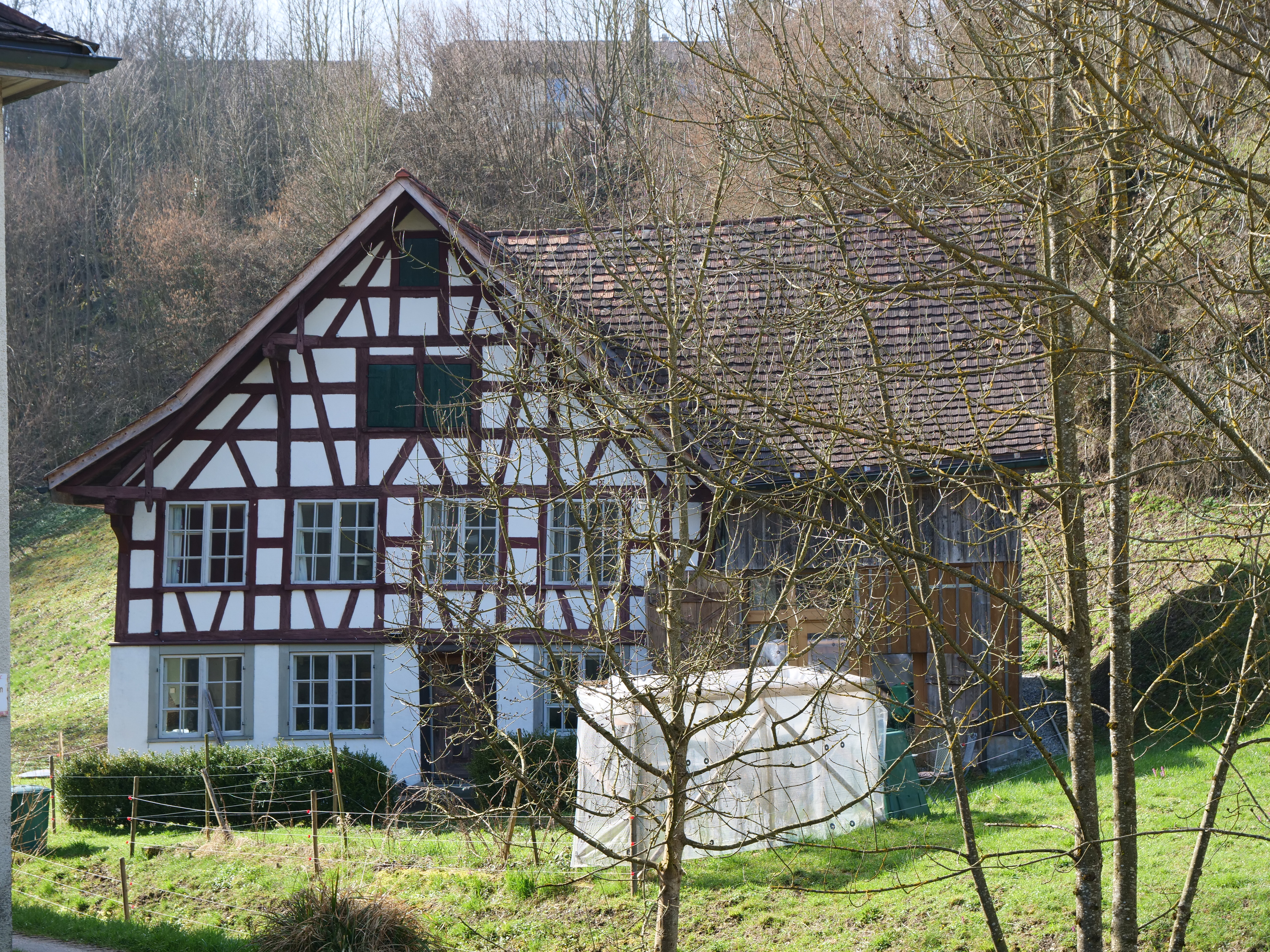
Pilgerherberge
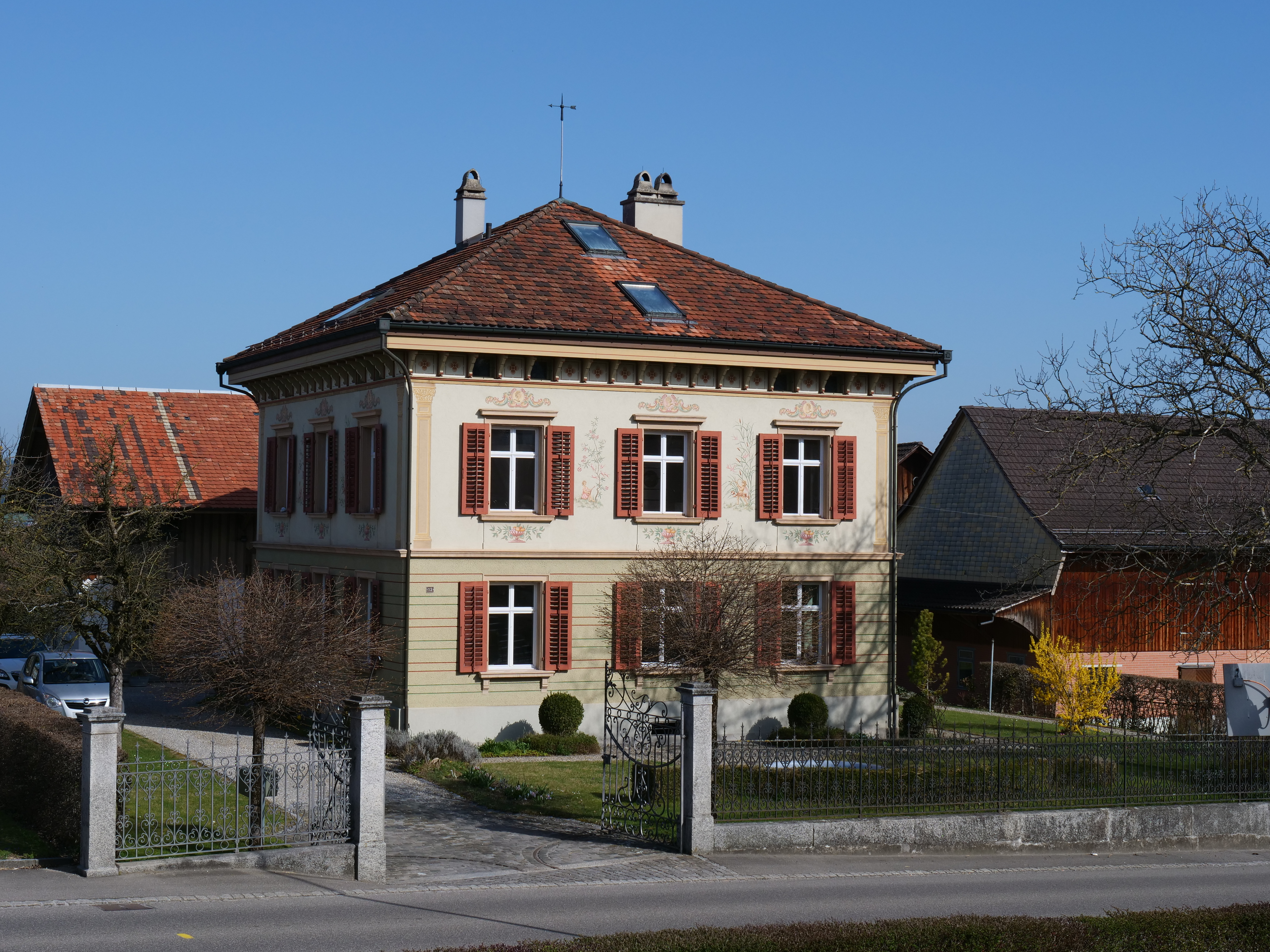
Wohnhaus Frohburg
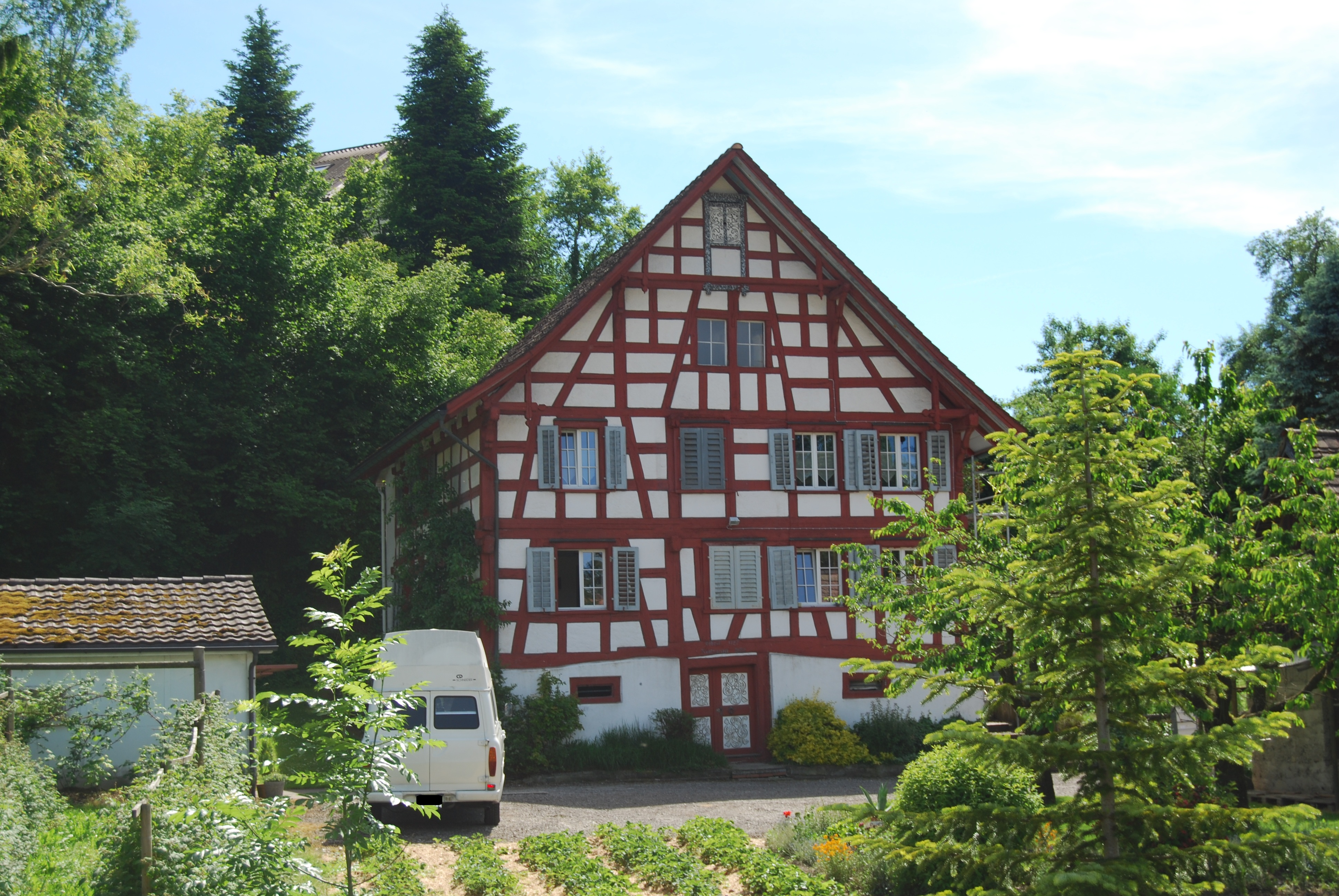
Ehemalige Taverne Im Loch

## Persönlichkeiten
- Karl Schönenberger (1898–1957), Archivar